# Klasztor św. Pawła

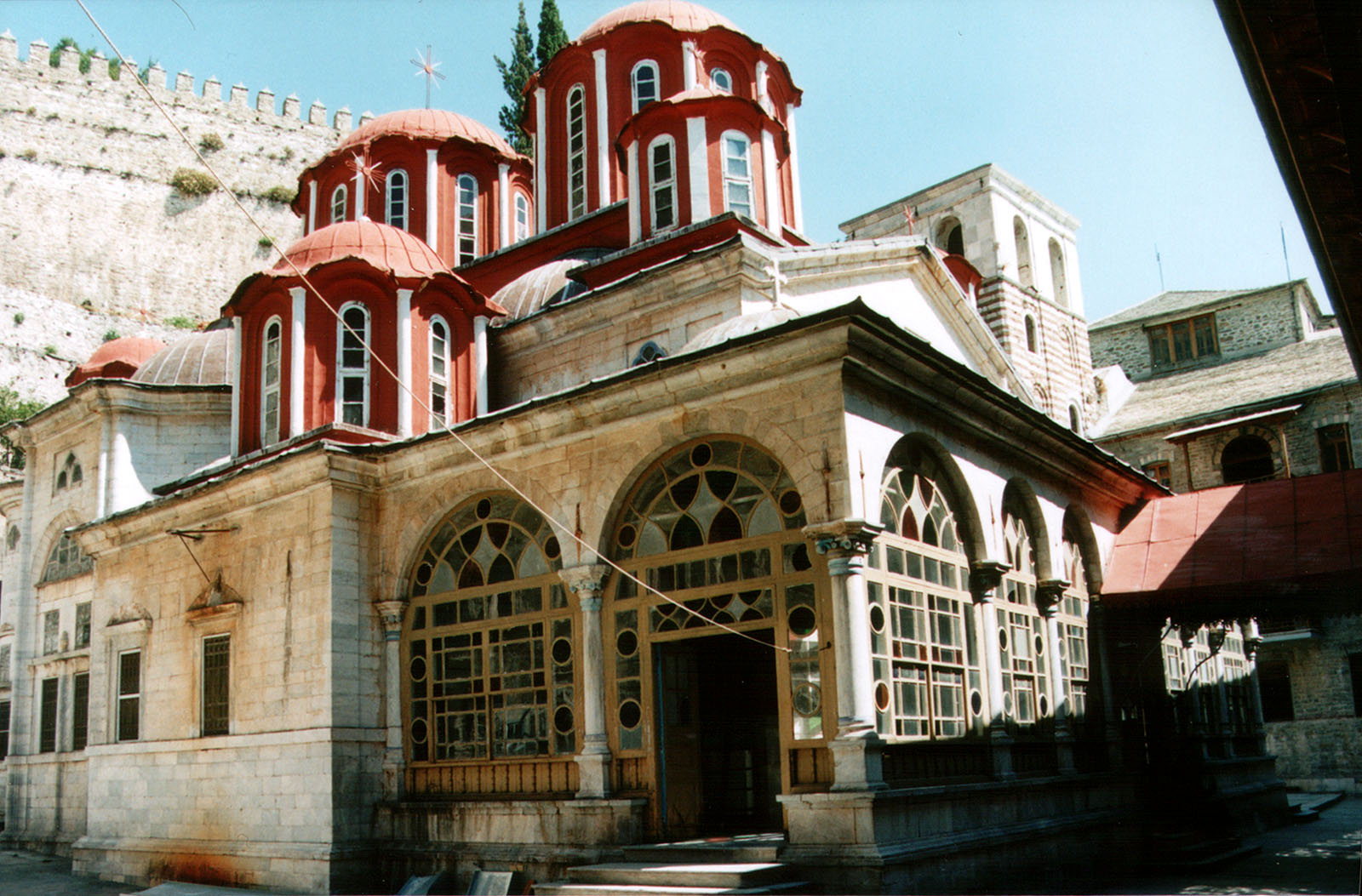
Klasztor św. Pawła

Klasztor św. Pawła (grec. Μονή Αγίου Παύλου) – jeden z klasztorów na Górze Athos. Położony jest w zachodniej części półwyspu. Zajmuje czternaste miejsce w atoskiej hierarchii. Klasztor zbudowany został w X lub XI wieku przez św. Pawła z Kseropotamu. Początkowo nosił nazwę Kseropotamu; tę samą nazwę nosił również drugi klasztor, dlatego w 1108 przyjął swą obecną nazwę.
Klasztor poświęcony został Świętu Ofiarowania Pańskiego.
W bibliotece klasztoru przechowywanych jest 494 rękopisów i ponad 12 000 drukowanych ksiąg.
W październiku 1845 bp Porfiryj Uspienski odwiedził klasztor i zabrał 12 kart Ewangelii Radosława, w jego przekonaniu najbardziej wartościowych i zawiózł je do Petersburga. Pozostawione tam przezeń karty zaginęły.
W klasztorze mieszka dziś 30 mnichów.